# 78
Aquesta pàgina és per a l'any. Per al nombre, vegeu setanta-vuit.

## Esdeveniments
- L'Imperi Romà conquereix gran part de Gal·les.

## Naixements
- Zhang Heng, astrònom, matemàtic, inventor, geògraf, cartògraf, artista, poeta, estadista, i estudiós literari xinès.

## Necrològiques
- Vologès I, rei de Pàrtia.